# Bodgar
Bodgar (mađ. Bodoglár) je selo u jugoistočnoj Mađarskoj.

## Zemljopisni položaj
5 je km sjeverozapadno od Kiskunmajse, Otfa je istočno, Szank sjeverno, Kotinj i Olaš su jugozapadno, Tajov je južno, Pirtuov je zapadno, Tazlar je sjeverozapadno.

## Upravna organizacija
Upravno pripada kiškunmajskoj mikroregiji u Bačko-kiškunskoj županiji. Poštanski broj je 6120. Ulazi u sastav naselja Kiskunmajse, a nekada je pripadao Olašu.

## Promet
Kroz selo prolazi cesta koja vodi od Kiskunmajse ka Vakieru i Kirešu. 4 km južno od Bodgara prolazi željeznička pruga Kiskunmajsa - Olaš.

## Stanovništvo
2001. je godine ovo naselje imalo 225 stanovnika.

## Vanjske poveznice
- Crkva u Bodgaru  Arhivirana inačica izvorne stranice od 22. listopada 2016. (Wayback Machine)